# Bomassa

Bomassa é uma cidade localizada ao norte da República do Congo, na região de Sangha. Bomassa é banhada pelo rio Sangha e está situada próxima a fronteira com a República Centro Africana. A cidade é conhecida pela floresta tropical local, habitat de uma grande variedade de mamíferos, existem muitos apelos para que esta área seja transformada em um parque nacional.
- Latitude (DMS): 2°12´0"N
- Longitude (DMS): 16°11´21"E
- Altitude: 342 m